# Xanthophenax roborator
Xanthophenax roborator är en stekelart som först beskrevs av Pierre L. G. Benoit 1964.  Xanthophenax roborator ingår i släktet Xanthophenax och familjen brokparasitsteklar. Inga underarter finns listade i Catalogue of Life.